# Wet op het financieel toezicht
De Nederlandse Wet op het financieel toezicht (Wft) regelt het toezicht op financiële instellingen in Nederland. De wet is op 1 januari 2007 in werking getreden.
De doelstellingen van de Wft zijn:
- inzichtelijkheid
- doelgerichtheid
- marktgerichtheid.

Met de doelstelling van marktgerichtheid wordt eveneens getracht een bijdrage te leveren aan een verbeterde Nederlandse concurrentiekracht.
Een noodregeling is geregeld in afdeling 3.5.5 (voor Nederlandse instellingen: artikelen 3:160 tot en met 3:201) van de Wft.
Het beleggerscompensatiestelsel en het depositogarantiestelsel zijn geregeld in afdeling 3.5.6. (artikelen 3:258 tot en met 3:267) van de Wft en nader uitgewerkt in hoofdstuk 6 van het Besluit bijzondere prudentiële maatregelen, beleggerscompensatie en depositogarantie Wft (Stb. 2006, 507).
De MiFID regels zijn in Nederland opgenomen in de Wft.

## Geschiedenis
De Wft bundelt acht voormalige sectorale toezichtswetten tot één grote wet met nog een paar nieuwe elementen. De wetten die zijn opgegaan in de Wft zijn:
- Wet toezicht kredietwezen 1992 (Wtk 1992)
- Wet toezicht verzekeringsbedrijf 1993 (Wtv 1993)
- Wet toezicht beleggingsinstellingen (Wtb)
- Wet toezicht effectenverkeer 1995 (Wte 1995)
- Wet toezicht natura-uitvaartverzekeringsbedrijf (Wtn)
- Wet melding zeggenschap in ter beurze genoteerde vennootschappen 1996 (Wmz 1996)
- Wet financiële dienstverlening (Wfd), waarin eerder al twee wetten waren opgegaan:
  - Wet assurantiebemiddelingsbedrijf (Wabb)
  - Wet op het consumentenkrediet (Wck)

De directe aanleiding voor het ontstaan van de Wft was de reorganisatie in het financiële toezicht in 2002. Sindsdien is het financiële toezicht in Nederland geregeld volgens het functionele toezichtsmodel, en zijn zodoende de taken van de Autoriteit Financiële Markten en De Nederlandsche Bank gewijzigd. Hun taken en bevoegdheden worden geregeld in de Wft.
Per 1 januari 2007 is de Wet toezicht kredietwezen 1992 ingetrokken en daarmee is ook de Collectieve Garantieregeling uit 1978 komen te vervallen. Per 1 januari 2007 is de Wet op het financieel toezicht (Wft) van kracht geworden. Het wetsvoorstel werd op 27 juni 2006 door de Tweede Kamer aangenomen en op 26 september 2006 ook door de Eerste Kamer.

## Hoofdstuk 3: Deel Prudentieel Toezicht Financiële Ondernemingen

### Noodregeling
De noodregeling is vergelijkbaar met surseance van betaling, maar dan toegespitst op een bank of een andere financiële instelling die in problemen verkeert.

### Depositogarantiestelsel
Het depositogarantiestelsel biedt een bepaalde bescherming voor het spaargeld van de rekeninghouders als een bank (of een andere financiële instelling) waarop het depositogarantiestelsel van toepassing is, failliet gaat.

### Beleggerscompensatiestelsel
Er zijn vermogensscheidingsregels die ervoor moeten zorgen dat als een beleggingsonderneming (bijvoorbeeld vermogensbeheerder) of bank failliet gaat, de beleggingen en/of gelden van cliënten zijn afgescheiden van het vermogen van de beleggingsonderneming of bank. Dit voorkomt dat de beleggingen van cliënten in de failliete boedel van de beleggingsonderneming of bank vallen.
Het beleggerscompensatiestelsel voorziet in een vergoeding tot een maximum van €20.000 per persoon voor schade ontstaan door overtreding van deze regels.

## Hoofdstuk 4: Deel Gedragstoezicht financiële ondernemingen
Aanvullend is er het Besluit van 12 oktober 2006, houdende regels met betrekking tot het gedragstoezicht op financiële ondernemingen (Besluit Gedragstoezicht financiële ondernemingen Wft), dat onder meer de grondslag vormt voor de Tijdelijke regeling hypothecair krediet.

## Hoofdstuk 6: Deel bijzondere maatregelen betreffende de stabiliteit van het financiële stelsel

### Interventiewet
De Wet bijzondere maatregelen financiële ondernemingen, ook Interventiewet genoemd, wijzigde onder meer hoofdstuk 6 van de Wft. Artikel 6.2 bepaalt dat de minister, indien hij van oordeel is dat de stabiliteit van het financiële stelsel ernstig en onmiddellijk in gevaar komt door de situatie waarin een financiële onderneming met zetel in Nederland zich bevindt, met het oog op de stabiliteit van dat stelsel besluiten tot onteigening van vermogensbestanddelen van de betrokken onderneming of onteigening van door of met medewerking van die onderneming uitgegeven effecten. Artikel 6.4 bepaalt dat indien de betrokken financiële onderneming een moedermaatschappij met zetel in Nederland heeft, ook onteigening mogelijk is van vermogensbestanddelen van de moedermaatschappij of onteigening van door of met medewerking van die maatschappij uitgegeven effecten.
Er wordt een schadeloosstelling vastgesteld door de Ondernemingskamer. Deze bedraagt de werkelijke waarde, waarbij wordt uitgegaan van het te verwachten toekomstperspectief van de betrokken financiële onderneming in de situatie dat geen onteigening zou hebben plaatsgevonden, en de prijs die, gegeven dat toekomstperspectief, op het tijdstip van onteigening zou zijn tot stand gekomen bij een veronderstelde vrije koop in het economische verkeer tussen de onteigende als redelijk handelende verkoper en de onteigenaar als redelijk handelende koper.
De wet is voor het eerst toegepast bij SNS REAAL, in januari 2013. Naar aanleiding hiervan heeft de minister een wijziging aangekondigd, waarbij DNB niet alleen bij een bank maar ook bij de holding kan ingrijpen, in een eerder stadium dan waarin de Staat bij SNS REAAL ingegrepen heeft. 
De Raad van State heeft bij het beroep in deze zaak onder meer bevestigd dat ook schulden van een onderneming onteigend kunnen worden. De overheid heeft in deze zaak bepaalde schulden overgeheveld naar een speciaal opgerichte stichting, met de bedoeling dat deze schulden uiteindelijk door faillissement van de stichting vervallen. De onteigening van de schulden komt zo min of meer overeen met de onteigening van de betreffende vorderingen van de schuldeisers.